# 雞龍市
雞龍市（：／ Gyeryong si */?），是大韓民國忠清南道東南部的一個城市，位於大田廣域市以西、公州市以南、論山市以北。面積60.7平方公里，2009年人口42,760人。1法定洞、1行政洞、3面。
原為論山市的一部分，2003年9月19日設市。市內的雞龍台是韓國三軍司令部所在地，經濟活動以服務業為主。人口有大量軍人軍屬。市內有鸡龙山及鷄龍山國立公園。

## 行政区划
- 豆磨面（두마면）
- 新都案面（신도안면）
- 奄寺面（엄사면）
- 金岩洞（금암동）

## 交通
湖南線、湖南高速公路支線經過本市。